# غوردون سوندلاند
غوردون ديفيد سوندلاند (بالإنجليزية: Gordon David Sondland)‏ (و.16 يوليو 1957-) دبلوماسي ورجل أعمال أمريكي. شغل منصب سفير الولايات المتحدة الأمريكية لدى الاتحاد الأوروبي منذ 9 يوليو 2018 حتى 7 فبراير 2020، حيث تم إقالته من منصبه على خلفية الشهادة التي قدمها في مجلس النواب الأمريكي أثناء التحقيقات التي جرت لعزل الرئيس دونالد ترامب حيث صرح سوندلاند بأنه نفذ أوامر ترامب للضغط على أوكرانيا من أجل التحقيق مع عائلة جو بايدن المرشح الديمقراطي في انتخابات 2020 الرئاسية.